# Bu Regreg
El  riu Bu Regreg o Bu-Raqraq o, en transcripció francesa, Bouregreg (àrab: بو رقراق, Bū Raqrāq) és un dels principals rius del Marroc, que neix a l'Atles Mitjà, a l'altura de la muntanya Mtzurgan (província de Khémisset) i de Grup (província de Khenifra), i desemboca a l'oceà Atlàntic a la ciutat de Rabat, i serveix de frontera natural entre la capital marroquina i la seva ciutat veïna, Salé. El seu cabal mitjà és de 23 m³, però pot arribar als 1.500 m³ en època de crescudes.

## Hidrologia
El Bu Regreg flueix cap a la costa atlàntica a través de l'Altiplà costaner. La seva conca, la delimiten la conca del riu Sebú al nord-oest, la de l'Oum Er-Rbia, al sud, i al sud-oest, les dels rius costaners de Cherrat, Nfifij i Mallaha. El seu principal afluent és el riu Gru.